# William Benson (architecte)
Pour les articles homonymes, voir Benson.
William Benson (1682 - 2 février 1754) est un architecte amateur talentueux et un homme politique whig qui siège à la Chambre des communes de 1715 à 1719. En 1718, il s'arrange pour remplacer le vieux Christopher Wren en tant qu'arpenteur des travaux du roi, mais son court séjour à ce poste n'est pas un succès.

## Biographie
Benson est le fils aîné de Sir William Benson, shérif de Londres en 1706-1707, et de sa femme Martha Austin, fille de John Austin, bijoutier de Londres. Il fait un Grand Tour avec une visite prolongée en 1704-1706 à Hanovre, le siège de l'électeur, qui est l'héritier du trône britannique. Il fait une cour assidue à l'électeur et sa mère l'électrice Sophia. Il se rend aussi à Stockholm, loin des sentiers battus habituels. À Londres, il publie un tract whig qui présente un avertissement contre le jacobitisme et une polémique contre le droit divin de la royauté dans une lettre à Sir J[acob] B[ankes] adressée de manière transparente à Sir Jacob Bancks ; il atteint sa onzième édition en 1711 et est traduit en français.

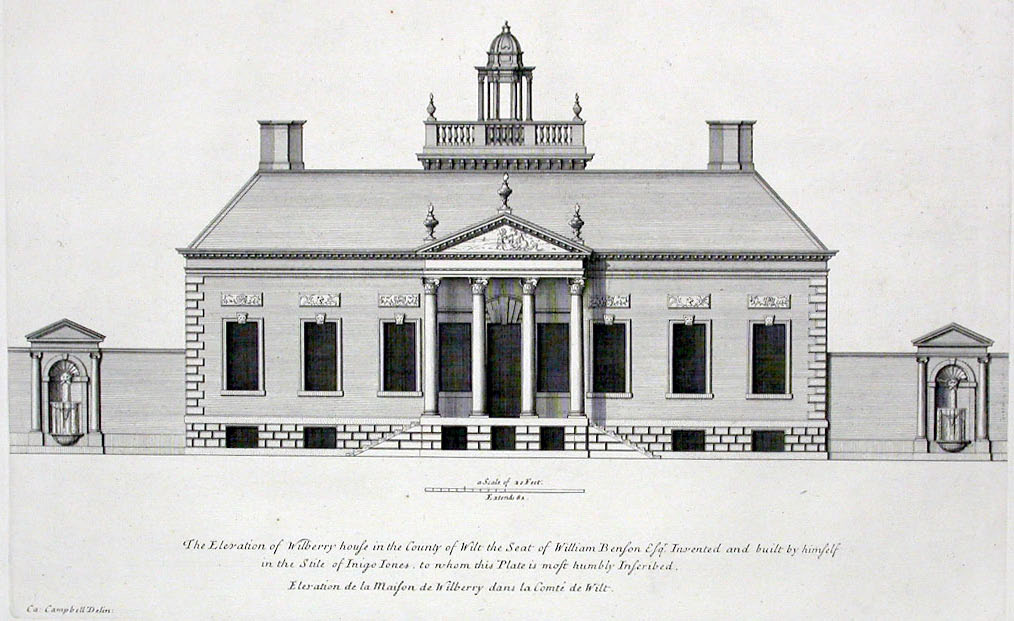
Wilbury House à Vitruve Britannicus, 1715

De retour à Londres avec de nouvelles impressions sur les constructions néo-palladiennes innovantes actuellement en cours à Herrenhausen en 1707, il épouse Eleanor Earle, la fille de Joseph Earle, un riche marchand de Bristol ; et reçoit de son père des terres dans le Wiltshire pour une valeur de 5 000 £. En février suivant, il loue Amesbury Abbey, Wiltshire, attribuée à Inigo Jones pour un bail de vingt et un ans, et en 1709, il se met au travail pour concevoir Wilbury House sur une propriété voisine chez Newton Tony, qu'il a acheté cette année-là à l'hon. Jean Fiennes.
Wilbury, le premier exemple de néo-palladianisme en Angleterre est une modeste villa d'un étage, de neuf travées de longueur, avec un portique à fronton sur les trois travées centrales. Au-dessus des fenêtres à cadre simple, des tablettes isolées en bas-relief sont insérées dans le mur avec des petites fenêtres dans un sous-sol rustique bas éclairé des aires de service. Des souches de cheminée sont aux extrémités des toits inclinés. Un belvédère central à balustrade avec un dôme élevé sur des colonnes couronne l'élévation. De cette manière, Wilbury est illustré dans le premier volume de Colen Campbell de Vitruvius Britannicus (1715, plaques 51–52), où Benson est crédité en tant qu'inventeur et constructeur.
En 1709, il est nommé haut shérif du Wiltshire. Ses intérêts s'étendent à l'hydraulique. Il réalise un projet pour amener l'eau courante à Shaftesbury ; selon un mémoire de l'ingénieur hydraulique John Theophilus Desaguliers. C'est en fait l'invention de M. Holland, le modeste vicaire de Shaftesbury, mais Benson en prend le crédit, ce qui aboutit à son élection en tant que député whig.
Benson est élu député de Shaftesbury lors des élections générales de 1715. En 1716, il assiste George Ier lors d'une visite à Hanovre, où, avec des plans de "machine à eau" en main, il donne des instructions pour la construction d'aqueducs pour l'électeur George à Herrenhausen, Hanovre, empruntant le forgeron et le contremaître de M. Holland ; ils créent une plus grande fontaine des jardins.
En 1717, on lui offre en réversion le poste d'auditeur des Imprests et, en 1718, il est nommé Surveyor of the King's Works à la place de Christopher Wren. Pour obtenir cette nomination, il a l'aide de John Aislabie, selon Nicholas Hawksmoor, qui est privé de son double poste pour fournir des places au frère de Benson. En acceptant un poste gouvernemental, il doit se présenter à nouveau au Parlement à Shaftesbury. Il remporte l'élection partielle du 21 novembre 1718 mais est démis de ses fonctions le 24 janvier 1719.
En tant qu'arpenteur, les mois de mandat de Benson sont désastreux pour le personnel professionnel. Howard Colvin note  que "l'arpentage de Benson a duré quinze mois, au cours desquels il a limogé ses subordonnés les plus capables, a déclaré la guerre à ses collègues les plus proches, a exaspéré le Trésor  et s'est finalement attiré la colère de la Chambre des lords pour avoir faussement insisté sur le fait que leur Chambre était en danger imminent d'effondrement." La seule œuvre durable produite sous la direction de Benson est la suite des salles d'apparat du palais de Kensington.
Après avoir été démis de ses fonctions en juillet 1719, dans une avalanche de pamphlets satiriques, Benson s'implique dans la création de Stourhead, conçu par Campbell pour le beau-frère de Benson, Henry Hoare.
Benson se présente à nouveau au Parlement à Shaftesbury lors des élections générales de 1727. Cependant, il n'obtient que quatre voix et coupe alors l'approvisionnement en eau. En 1734, il vend Wilbury à son neveu Henry II Hoare et se retire dans une maison à Wimbledon. Il écrit Letters concerning Poetical Translations, and Virgil's and Milton's Arts of Verse &c.  (1739). En 1735, il occupe le poste rémunérateur d'Auditeur des Imprests qui lui a été promis en 1717, poste qu'il occupe jusqu'à sa mort.
Benson est décédé le 2 février 1754. Il a quatre fils et trois filles de sa première femme, et un fils et une fille de sa seconde épouse Elizabeth, qu'il a épousée après la mort d'Eleanor en 1722.